# 搔痒

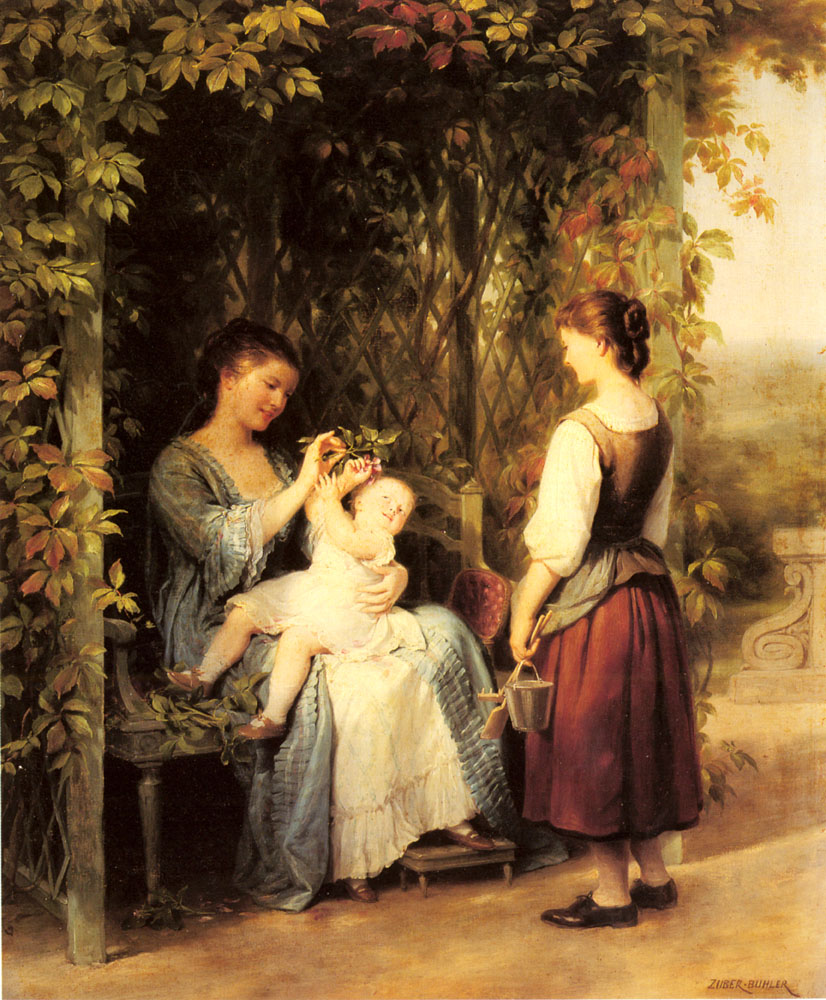
Fritz Zuber-Buhler的畫《Tickling the Baby》

搔痒（Tickling）是一種碰觸身體，會使對方產生自發性抽動或是使對方笑的方式。搔痒的英文"tickle"ⓘ源自古英文的tikelen，可能是ticken（輕輕碰觸）的反覆形。
1897年時心理學家斯坦利·霍尔及亞瑟·亞林（Arthur Allin）將搔痒分為二種不同的現象。一種是很輕柔的接觸皮膚，稱為Knismesis，多半不會讓對方笑，而且多半會伴隨痒的感覺。另一種是以較大的力道接觸腋下或是腳掌之類的部位，被搔痒的人會被逗笑，稱為Gargalesis。
希臘哲學家亞里斯多德曾提出人為何很難對自己搔痒，逗自己笑的問題。
法蘭西斯·培根及查尔斯·达尔文都認為幽默的笑需要在心情較輕鬆時才會出現，不過他們對因搔痒而有的笑有不同的看法。达尔文認為搔痒而有的笑也需要在有輕鬆心情時才會出現，但培根不同意。培根提出在被搔痒時：「即使人是在哀悼的氣氛中，有時也沒辦法被搔痒而不笑。」

## 生理學

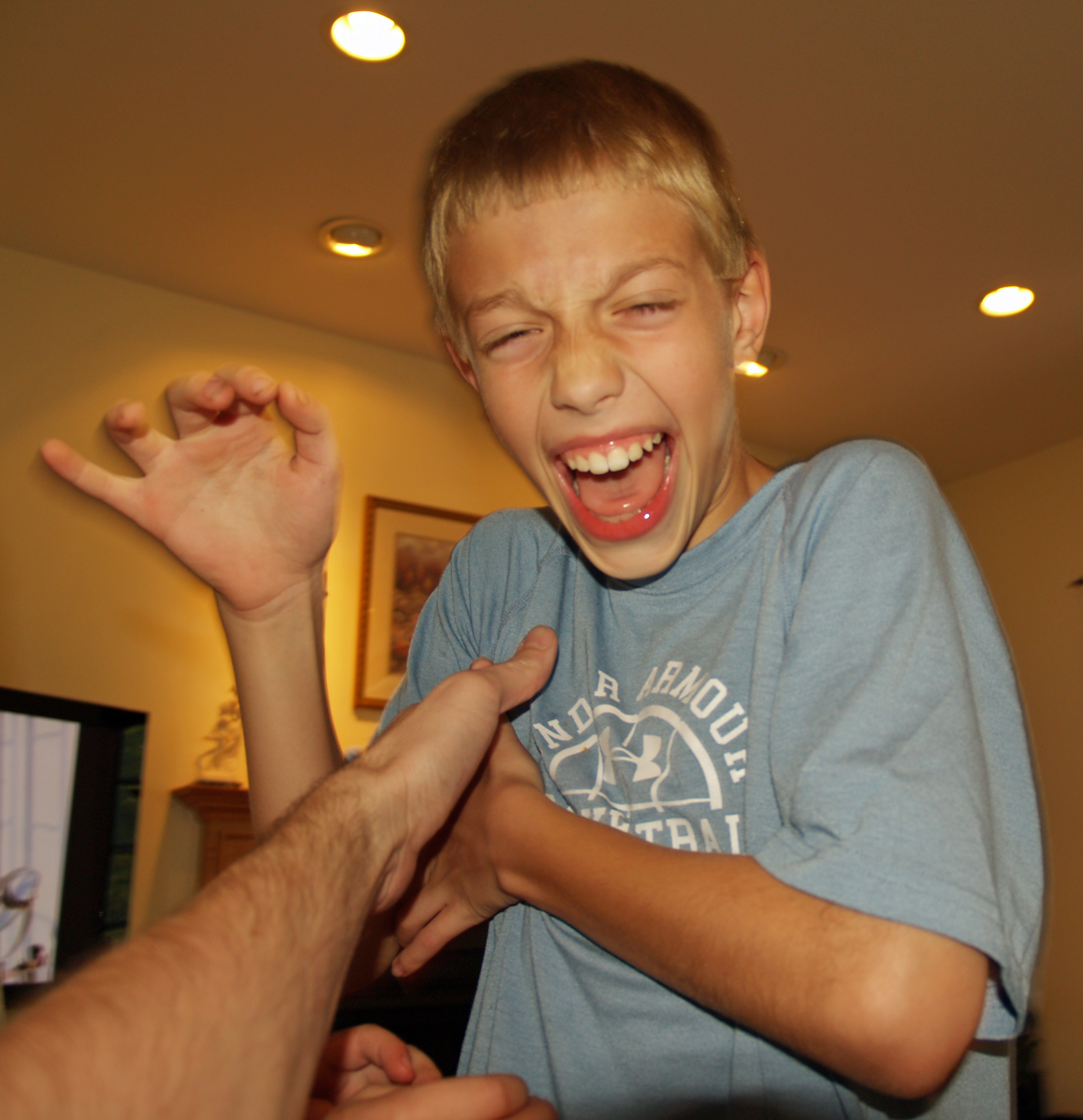
男孩被搔痒而大笑

若以感覺來看，搔痒是由皮膚上輕微的刺激而產生，其伴隨的反應有微笑、大笑、抽動、閃躲及雞皮疙瘩。搔痒可以分為二種不同的感覺：knismesis及gargalesis。Knismesis也稱為「移動的痒」，是指在皮膚上，因輕微的動作或碰觸而產生略為不快的感覺（例如昆蟲在身上爬）。這也說明了為何許多動物都有類似的反應。Gargalesis則是指力度及壓力較大的方式，碰觸身體一些部份的皮膚，會帶來愉悅，會讓人笑的感覺。一般認為只有人類及其他靈長目才會有Gargalesis的感覺，不過也有研究者認為大鼠被搔痒後，也會有類似的反應。
搔痒的感覺是由傳導疼痛及体感的轴突來傳導。1939年時卡罗琳学院的Yngve Zotterman研究貓的knismesis型搔痒，方式是由一塊棉花輕輕碰觸貓的皮膚，並量測神經產生的动作电位。Zotterman發現「搔痒」的感覺部份和產生疼痛的神經有關。後來又有進一步的發現：為了克服慢性疼痛，外科醫生切斷疼痛神經時，搔痒的反應也消失了。不過有些病人因為脊髓損傷而失去痛覺，其中一些病人仍然有搔痒的反應。搔痒也和傳導体感的神經有關，當一些病人手或腳的循環被截斷時，其体感及搔痒反應會先消失，然後痛覺才會消失。
一般人常會認為皮膚感覺最敏銳的部份也會是最容易被搔痒的部位，其實不然。手掌的皮膚感覺最敏銳，相較起來，腳掌的感覺很不敏銳，但往往是最容易被搔痒的部位。其他容易被搔痒的部份有腋下、軀幹兩側、頸部、膝部後方、腹部、會陰、肚臍及肋骨附近。
有些證據指出因伴隨搔痒的笑是可以被觸發的緊張反應，而很怕痒的人常常在真正被搔到痒之前就笑了。

## 社會層面

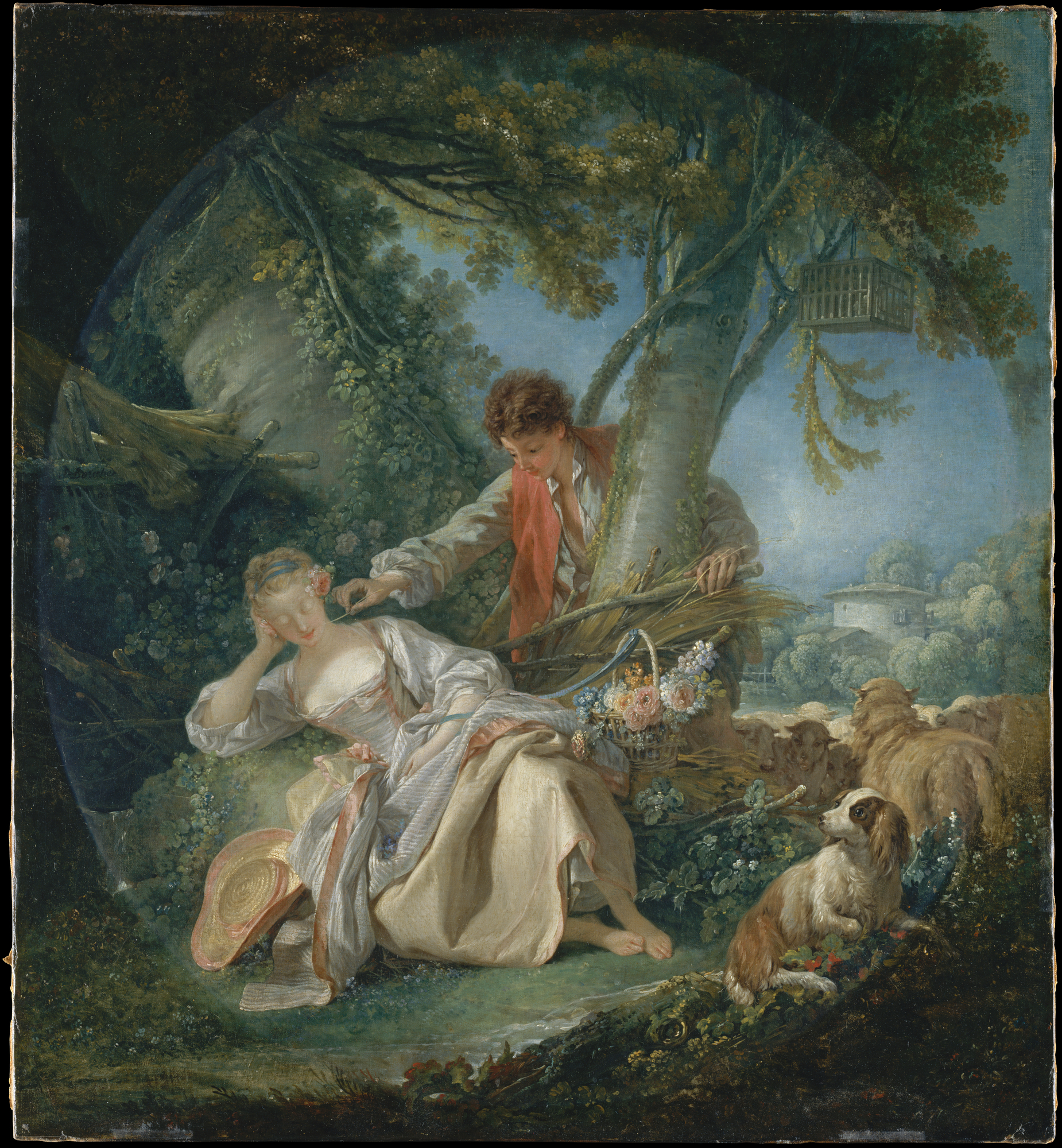
弗朗索瓦·布歇的畫作《Le sommeil interrompu》

達爾文有提出搔痒和社交關係上的理論，認為因為搔痒讓人有喜悅的預期，因此被搔痒的人會笑。若一個陌生人在沒有任何預告動作的情形下對一個小孩搔痒，讓小孩出其不意，小孩不會笑，反而會退縮而且不悅。達爾文也有提到若被搔痒者精確的知道身體哪一個位置會被搔痒，搔痒就不會有效果。這也是為何人們無法幫自己搔痒，逗自己笑的原因。
達爾文認為當人被搔痒會笑的原因是「這種幻想有時會說是被一個可笑的想法逗樂，這種所謂的心智上的搔痒，很有趣的和身體上的搔痒類似。因為被搔痒而出現的笑（很顯然的）是一種反射作用。(p. 201)"
許多兒童心理學家將搔痒定義為是父母和子女之間的整合感情纽带活動。在上述的親子概念中，孩童早期的搔痒建立了一種愉悅的感受，其中和已有信任關係的父母碰觸有關，因此若周圍環境需要（例如要處理會痛的傷口，或是避免孩童受到傷害），父母會以不令人愉快的方式碰觸孩童。上述搔痒的關係會在孩童時期持續，甚至到青少年的初期或中期。
另一種搔痒的社會關係出現在手足或是年齡較相近的人之間。許多案例的研究指出手足在要懲罰或恐嚇彼此時，常會用搔痒來取代直接的暴力行為。手足之間的搔痒偶爾會演變成一種反社會化的情形，稱為搔癢虐待，也就是手足中一方對另一方搔癢，即使對方試圖勸阻求饒，仍然繼續搔癢的情形。搔癢虐待背後的動機常常是要表示搔癢者對被搔癢者的主控權。
搔痒也可能出現在朋友之間，心理學家將此歸類為一種和亲密关系或是認知互動有關的玩耍。心理學家認為當朋友之間對情境及彼此的關係感覺舒適時，搔痒最容易達效果。在青春期時，搔痒常常是疏解個體之間性本能冲动的一種方式。身體的開口處及性感帶很容易被搔痒，不過這些部位的搔痒不一定會讓人想笑。
許多人會認為其他人喜歡被搔痒，不過針對84個大學生的研究指出，受訪者中只有32%喜歡被搔痒，32%的反應是中性的，而36%說他們其實不喜歡被搔痒。研究也發現搔痒高度的跟尷尬和焦慮有關。不過在同一個研究中，研究者發現面部的表情和實際心裡的感受不一定一致，一些表示不喜歡被搔痒的人，在被搔痒時面部微笑的程度反而比一些喜歡被搔痒的人要多，因此表示這些表示不喜歡被搔痒的人，被搔痒時除了單純身體上的感受外，可能還有其他的因素（例如尷尬和焦慮的感受）使他們不喜歡被搔痒。研究也指出有些人喜歡被搔痒的原因除了享受被搔痒的感覺外，也喜歡它會引發笑聲的這部份。社會心理學家發現模仿一些情緒下的反應，會讓人在某個程度上有類似的情緒。
在2008年的研究中，有89%的學生承認右腳被搔痒時會痒，80%承認手臂下方被搔痒時會痒，77%左腳被搔痒時會痒，77%腰間被搔痒時會痒，65%手掌被搔痒時會痒，61%膝蓋被搔痒時會痒，51%胃部被搔痒時會痒，而27%說他們被搔痒時完全不會痒。
過度搔痒曾被描述為是強迫性性行為，當時有時也會視為是一種性倒錯。搔痒也可能是種性騷擾，或是誤認為是性騷擾。

## 搔痒反應的作用
許多歷史上重要的思想家都對人為何會有搔痒反應感到好奇，包括柏拉图、弗兰西斯·培根、伽利略·伽利莱及查尔斯·达尔文。
一個有關搔痒的假說，認為搔痒因為和以往兒童時和父母愉快的體驗連結，因此被搔痒時會想笑，不過此假說無法解釋為何許多兒童及成人都認為被搔痒是不愉快的。另一種觀點是搔痒是在出生前就有的反應，胚胎這些敏感部位的發育有助於胎兒在子宮內找到適合且舒服的姿勢。
目前還不曉得為有何有些人會比其他人要怕痒，目前研究也發現對搔痒的反應程度和性別沒有顯著關係。1924年時J. C. Gregory提出人類最怕痒的部位也是在徒手戰鬥中最脆弱的部位，因此他認為怕痒在演化上可能有優勢，誘使個體學習去保護這些部位。 艾奥瓦大学的心理家家Donald W. Black也觀察到最怕痒的部位也是會有保護性反射的部位。
第三個假說是混合式的假說，認為搔痒有助於發展打鬥相關的技巧。會搔痒的人多半是被搔痒者的家長、手足及朋友，在搔痒過程中，小孩會培養攻擊及防禦的寶貴技巧。雖然人們被搔痒時多半是閃躲，而且有些其實不喜歡搔痒，但因為被搔痒時會笑，另一程度也鼓勵搔痒者繼續搔痒。若被搔痒者在被搔痒時表達不悅的表情，搔痒者會降低搔痒的頻率，也就減少了寶貴的學習經驗。
為了瞭解搔痒反應和搔痒者及被搔痒者的關係是否有關，Christenfeld及Harris製作了一個「搔痒器」，發現被實驗者中，認為是被機器搔痒的被實驗者，反應和認為是被真人搔痒的被實驗者相近。Harris繼續推測搔痒反應是一種類似驚跳反射的反射，需要有驚嚇的成份在內。

## 對自己搔痒
搔痒分為會讓人有癢的感覺的Knismesis，以及會逗別人笑的Gargalesis，對自己搔痒時，兩者的情形也有所不同。
Knismesis可以算是一種殘留的原始反應，在效果上，Knismesis是一種「非自我檢測」，保護個體免於被外來物體影響。也許因為此反應的重要，這類較輕接觸產生的反應和驚訝的情緒無關，因此若有人輕輕的碰觸自己，也可以產生對自己的Knismesis。
相對的，Gargalesis產生的現象就比較奇怪了。若有人碰觸自身會被搔痒的部位，不會有被搔痒想笑的感覺。一般認為被搔痒需要有一些驚訝的情緒在內，因此對自己搔痒不會讓自身驚訝，也就不會有被搔痒的效果。最近有個利用核磁共振成像，對自我搔痒的分析。Blakemore和他的同事觀察人們被自己搔痒及被別人搔痒時，脑部的變化，當受試者用控制杆控制「搔痒機器人」要搔痒自己時，他們不會笑。因此推測當人們要搔痒自己時，小脑會送訊號給軀體感覺皮層有關被搔痒部位的準確位置，以及期望出現的感覺。顯然是是因為未知的大脑皮质機制抑制了搔痒想笑的反應。
有關自我搔痒機制的解釋還不是那麼清楚，不過研究者證實人類大腦已被訓練，可以知道自身移動或是進行任何動作時會有的感覺。人類對許多自身的動作及運動（例如聲帶的運動）是沒有知覺的，這可能也可說明為何人對自我搔痒沒有反應。若人類搔痒自己的腋下，設法要逗自己笑，因為大腦預知會有這様的接觸，也為此作了準備，這就消除了不安及恐慌的感覺，因此身體不會有像被別人搔痒時會出現的感覺。
不過有些人有辦法替自己搔痒，大部份是因為他們知道搔痒機制的原理，例如輕輕的摩擦肚子部份的一層組織會產生搔痒的感覺。

## 身體的虐待
適度的，符合自身意願的搔痒可能是種正向的，好玩的經驗，不過不符自身意願的搔痒就會是可怕且痛苦的經驗。這類的搔痒可以視為是一種身體上的虐待，有一些資料指出搔痒曾用來當作酷刑。Heinz Heger曾在二次世界大戰時被關在Flossenbürg 集中營中，他證實纳粹的獄卒會用搔癢折磨來折磨犯人。他在他的書《The Men With The Pink Triangle》中提到「纳粹上士及他的手下玩的第一個遊戲是用鵝毛搔痒犯人的腳底、兩腿之間、腋下、以及身體其他沒被覆蓋的部位，一開始犯人努力保持安靜，而他的眼睛恐懼和痛苦的看纳粹的人，最後犯人無法控制自己，一開始爆發了高亢的笑聲，之後就變成哭聲，淚水由臉旁落下，而他的身體在鎖鏈旁扭曲。在折磨之後，獄卒讓犯人留在原位一段時間，犯人不受控制的大哭，泣不成聲，許多淚水順著他的臉頰流下。」
英國醫學期刊中有一篇文章描述歐洲在中古世紀進行搔癢折磨的方式，會先讓犯人的腳泡在鹽水中，再讓山羊去舔被害人的腳底，當鹽舔完了，會再讓犯人的腳泡在鹽水中，重覆上述的動作。在日本古代也有類似對犯人的私刑，其中一種就稱為（不留情的搔癢）。
Vernon Wiehe在他的書《Sibling Abuse》中，針對了150個曾在兒童時被其手足虐待的人進行了研究。許多人說搔痒也是他們曾受到的虐待方式之一，其且根據他們的報告，虐待性搔痒可能引發一些極端的肢體反應，包括嘔吐、失禁、以及因為無法呼吸而失去意識。

## 延伸閱讀
- Robson, David. . BBC. 9 January 2015. （原始内容存档于2019-07-17）.

## 外部連結
- Telegraph (UK) Article on "robot tickling experiment"
- Boston Globe Online - Why are some people not ticklish? （页面存档备份，存于）
- Article 'Is it possible for someone to be tickled to death?' （页面存档备份，存于） from The Straight Dope